# Тріада (організація)
Тріада (кит.: 三合會) — форма таємних злочинних організацій у Китаї і китайській діаспорі.
Всім тріадам були властиві спільні переконання і обряди, як, наприклад, віра в містичне значення цифри 3, звідки і пішла їх назва. У мирний час більшість подібних товариств діяли як братства взаємодопомоги, але багато з них були пов'язані зі злочинною діяльністю.

## Історія
За схемою тріад були організовані спочатку таємні партизанські загони проти маньчжурського імператора з Династії Цін. Вважається, що тріади зародилися на острові Тайвань, куди втекли з материкового Китаю розбиті маньчжурами залишки прихильників колишньої китайської династії Мін.
Тріади посилилися в період Тайпінського повстання 1850—1864 рр. 
Боксерське повстання стало спробою таємного товариства позбавити Китай від західного і християнського впливу. У наступні роки інші таємні товариства надавали підтримку китайському державному діячеві Сунь Ятсену в його прагненні покінчити зі старим імперським правлінням і заснувати республіку.
Прийшовши в 1949 р. до влади, комуністи незабаром поставили завданням ліквідацію таємних товариств, членство в яких в материковому Китаї досі карається стратою. Що стосується інших країн, то тріади стали неодмінними супутниками китайської імміграції. Діяльність тріад носить глобальний характер, хоча найбільш активні вони в Азії. Переважна більшість учасників цих злочинних угруповань - етнічні китайці.
В даний час тріади відомі в основному як злочинні організації мафіозного спрямування, поширені на Тайвані, в США та інших центрах китайської імміграції, що спеціалізуються на торгівлі наркотиками та іншій злочинній діяльності.

## Див також
- Тріади Гонконгу
- Зелена банда